# Avro Anson
Die Avro 652 Anson war ein zweimotoriger Tiefdecker des britischen Flugzeugherstellers Avro. Sie wurde als leichtes Passagier- und Postflugzeug entworfen. Ihr Erstflug war 1934 für die zivile und 1935 für die nachträglich geforderte militärische Version. Das nach Admiral George Anson benannte Flugzeugmuster kam im Zweiten Weltkrieg bis 1942 als Aufklärer und Schulflugzeug sowie noch viele Jahre danach hauptsächlich als Verbindungsflugzeug zum Einsatz.

## Geschichte

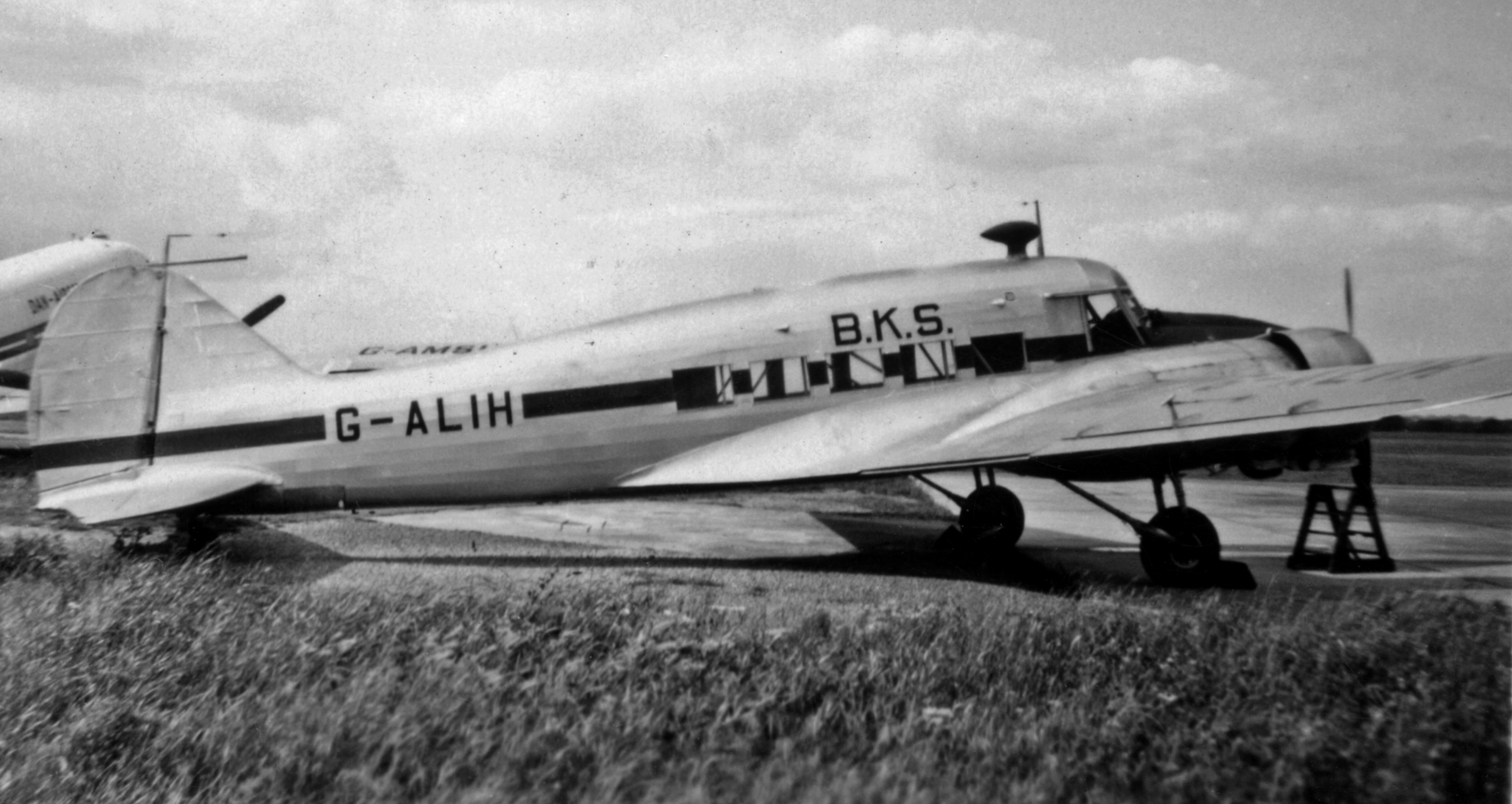
Eine Avro 652 Anson der BKS Air Transport auf dem Flughafen Southend-on-Sea im Jahr 1954.

Die Avro Anson entstand nach einer Anforderung der Imperial Airways von 1933. George Woods-Humphrey, der Generaldirektor von Imperial Airways, inspiriert von den modernen zweimotorigen Entwicklungen in den USA, unterbreitete die Idee John Davenport Siddeley, dem Inhaber des Fahrzeug- und Motorenherstellers Armstrong Siddeley. Er gab sie an die Firma Avro weiter. Dort begann Chefkonstrukteur Roy Chadwick mit der Entwicklung des Flugzeuges. Er entwarf eine von zwei Sternmotoren des Typs Armstrong Siddeley Cheetah V angetriebene Maschine für vier Passagiere. Sie hatte ein einziehbares Spornrad-Fahrwerk. Imperial Airways stimmte dem Entwurf zu, und so ging die Maschine im Jahre 1934 als Passagier- und Postflugzeug in Produktion.
Gemäß der Spezifikation 18/35 des britischen Luftfahrtministeriums ging aus der Avro 652 die als Avro 652A bezeichnete militärische Variante für Küstenüberwachungs- und Aufklärungszwecke hervor.
Der Prototyp der militärischen Avro 652A absolvierte am 24. März 1935 mit dem Luftfahrzeugkennzeichen K 4771 seinen Erstflug. Im Juli desselben Jahres bestellte die britische Luftwaffe (Royal Air Force) 174 Maschinen der Version Mk. I, für die aber nach der Spezifikation 18/35 nicht weniger als 38 Änderungen gegenüber dem Prototyp verlangt wurden. Die ersten Serienflugzeuge wurden dann ab März 1936 an die Einheiten geliefert.
Der erste Trainer traf im März 1938 in RAF Wittering ein und zu Beginn des Zweiten Weltkrieges 1939 standen bereits über 400 Trainer in Dienst. Nach Kriegsausbruch wurde die Bestellung auf insgesamt 1500 Anson als Schulflugzeuge erhöht, die im British Commonwealth Air Training Plan Verwendung fanden, einem umfangreichen Programm zur Ausbildung von fliegendem Personal.
Der erste alliierte Angriff auf ein deutsches U-Boot erfolgte am 5. September 1939 durch eine Anson der 500. Squadron, das RAF Coastal Command besaß zu diesem Zeitpunkt bereits dreihundert Ansons. Die Anson blieben bis 1942 vorwiegend als Aufklärer im Einsatz, wurden dann aber durch die US-amerikanische Lockheed Hudson abgelöst.
Die Produktion des Modells endete im Mai 1952. In Großbritannien sind 8138 Maschinen, davon 6704 der Ausführung Mk. I, gefertigt worden. In Kanada wurden bei Federal Aircraft und de Havilland Canada nochmals 2882 Maschinen hergestellt. Der Typ stand bis Juni 1968 in RAF-Diensten.

In den Jahren um 1957 bis in die 1960er Jahre führte die Firma Aero Exploration vom Rhein-Main-Flughafen in Frankfurt am Main aus mit ihren Anson sowohl Passagier-Rundflüge als auch Vermessungsflüge für die Luftsicherung sowie für die Geodäsie und für kommerzielle Luftaufnahmen durch. Zur Ersatzteilbeschaffung hatte die Firma mehrere gebrauchte Maschinen desselben Typs angeschafft, die 1957 ebenfalls auf Rhein-Main standen.

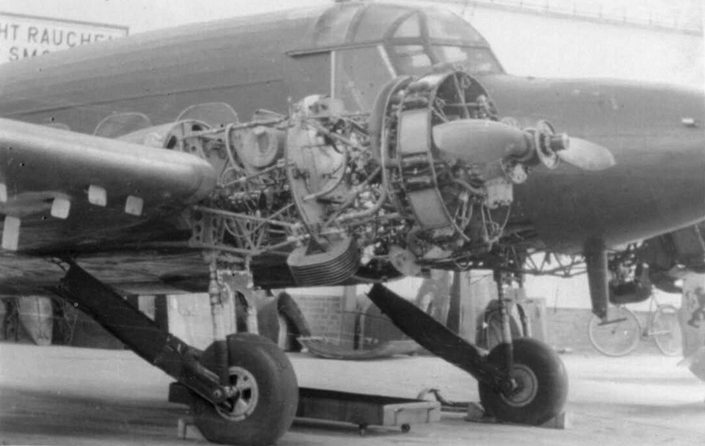
Avro Anson der Aero Exploration bei der Wartung im großen Hangar des Rhein-Main-Flughafens Frankfurt am Main, April 1957

## Beschreibung
Das Flugzeug war ein ganz aus Metall hergestellter Tiefdecker, der jedoch weitgehend mit Stoff bespannt war. Später gab es auch Varianten mit einem hölzernen Rumpf. Das Fahrwerk war – erstmals in England – teilweise in die Motorgondeln einziehbar und hatte ein festes Spornrad. Als Abwehrbewaffnung war ein starres, nach vorne schießendes MG über dem Hauptspant und ein handbetätigter Drehturm mit einem beweglichen MG auf dem Rumpfrücken eingebaut. Den Antrieb lieferten zwei 7-Zylinder-Sternmotoren Armstrong Siddeley Cheetah VI, die bei der Serie Mk. I durch Cheetah IX mit je 350 HP ersetzt wurden.

### Varianten
Es wurden verschiedene Ausführungen des Flugzeugs hergestellt, die sich zum Teil stark voneinander unterschieden.
- Anson Mk.I: Basisbaureihe, knapp 7000 Exemplare gebaut, ein Teil davon als Trainer. Letztere besaßen eine modifizierte Windschutzscheibe und Landeklappen.
- Anson Mk.II: Die Anson II war eine kanadische Lizenzfertigung mit zwei 330 PS Jacobs L-6BM-Motoren und hydraulischem Einziehfahrwerk; 1401 gebaut.
- Anson Mk.III: Die Mk. III besaß ein leicht modifizierten Motor gegenüber der Mk.II; 432 umgebaute Exemplare.
- Anson MK.IV: Das einzige gebaute Exemplar besaß Wright R-975-E3-Motoren.
- Anson MK.V: Die Mk. V Navigationstrainer – ebenfalls in Kanada gefertigt – erhielten wegen der angespannten Rohstofflage einen Rumpf aus Holz und Pratt & Whitney R-985-AN14B-Motoren; 1069 gebaut
- Anson MK.VI: Die Mk. VI – ebenfalls in Kanada gefertigt – besaß ebenfalls einen Pratt & Whitney R-985-AN14B-Motor; das einzige Exemplar diente zur Schieß- und Bombenausbildung.
- Anson Mk.X, XI und XII: Die Versionen Mk. X, Mk. XI und Mk. XII waren teilweise aus Mk. I umgebaute Sanitäts- und Transportflugzeuge ohne den Drehturm; 104, 90 bzw. 20 umgebaute Mk.I plus 221 neugebaute MK.XII.
- Anson Mk.C19: Nachkriegstransportversion für Verbindungsaufgaben, von denen viele Metallflügel und -leitwerke erhielten; 296 gebaut
- Anson Mk.T20, T.21 und T.22: Nachkriegstrainerversionen für Navigations-, Funk- und Kommunikationsschulung, von denen ebenfalls viele mit Metallflügel und -leitwerke ausgerüstet wurden; 60, 252 bzw. 33 gebaut

## Militärische Nutzung

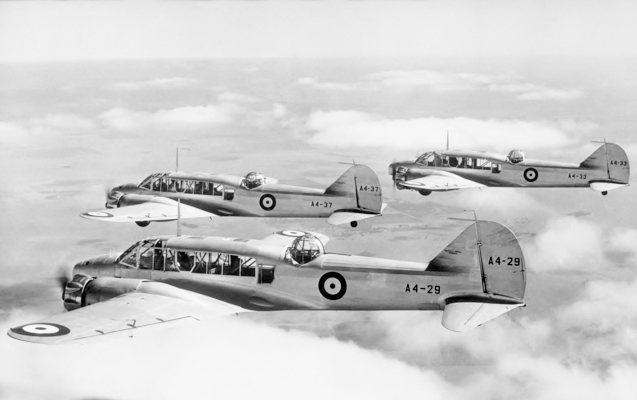
Drei Avro Ansons der australischen Luftwaffe, 1938

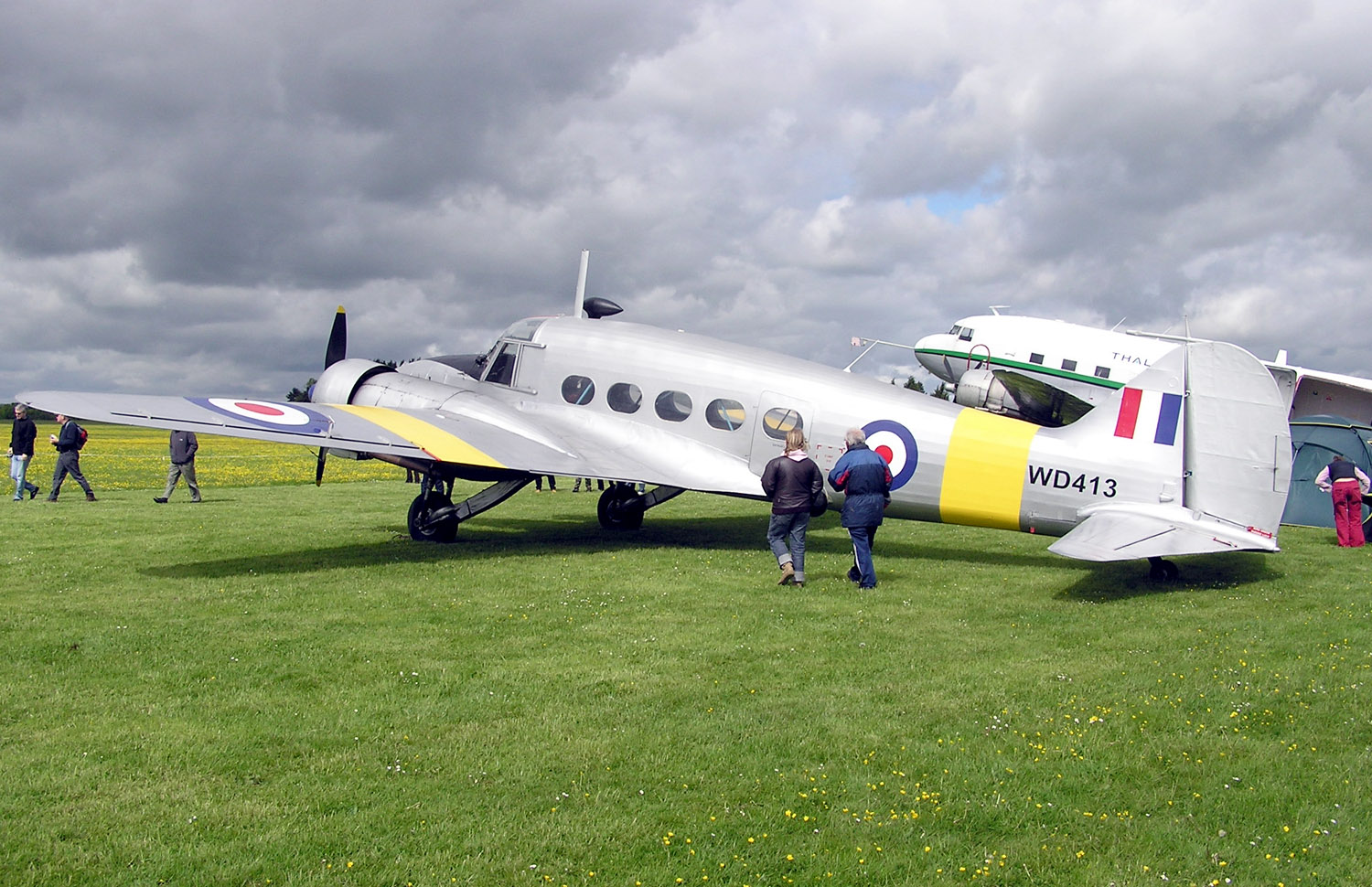
Avro Anson WD413 beim Air Atlantique Historic Flight, 2005

| Ägypten Afghanistan Australien - Royal Australian Air Force Belgien - Belgische Luftkomponente Estland Äthiopien Finnland - Luftstreitkräfte Finnlands Frankreich - Französische Luftstreitkräfte - Französische Marine Griechenland - Griechische Luftstreitkräfte Britisch-Indien - Indische Luftstreitkräfte Königreich Irak Iran Irland Israel Jugoslawien Kanada - Royal Canadian Air Force - Royal Canadian Navy | Niederlande - Niederländische Luftstreitkräfte - Niederländische Marine Neuseeland - Royal New Zealand Air Force Norwegen - Hærens flyvåpen Paraguay - Fuerza Aérea Paraguaya: 1 Exemplar Portugal - Força Aérea Portuguesa Südrhodesien / Rhodesien - Royal Rhodesian Air Force Saudi-Arabien - Royal Saudi Air Force Südafrikanische Union - South African Air Force Syrien Tschechoslowakei 3 Exemplare von 1945–1948 Türkei Vereinigtes Königreich - Royal Air Force - Royal Navy Vereinigte Staaten - United States Army Air Forces: 60 in Kanada als AT-20 gebaute Exemplare |

## Fliegendes Exemplar in Europa
OO-ANS ex ZK-RRA (formerly RAF/RAAF MH120) in der Lackierung der RAF Coastal Command K6183 – Anson I wurde im Mai 2025 in Brasschaat (EBBT) mit neuer Registrierung gesichtet, nachdem die Maschine zuvor für die R&R Aviation Limited in Wakefield, Tasmannien geflogen ist.

## Zwischenfälle
- Am 19. Februar 1949 kollidierte eine Avro Anson T.21 der Royal Air Force (RAF) (VV243) mit einer Douglas DC-3/C-47 der British European Airways(BEA) (G-AHCW) nahe Exhall (Warwickshire, England). Beide Maschinen flogen bei klarem Wetter in einer Höhe von 4500 Fuß (1370 Meter) und stürzten ab. Alle 4 Insassen kamen ums Leben, ebenso alle 10 Insassen der DC-3.[6]

## Technische Daten (Anson Mk.I)
| Kenngröße             | Daten                                                                                          |
| --------------------- | ---------------------------------------------------------------------------------------------- |
| Besatzung             | 2–6                                                                                            |
| Länge                 | 12,88 m                                                                                        |
| Spannweite            | 17,27 m                                                                                        |
| Flügelfläche          | 43,1 m²                                                                                        |
| Flügelstreckung       | 6,9                                                                                            |
| Leermasse             | 2440 kg                                                                                        |
| Startmasse            | 3640 kg                                                                                        |
| Höchstgeschwindigkeit | 301 km/h in 2140 m                                                                             |
| Dienstgipfelhöhe      | 5800 m                                                                                         |
| Reichweite            | 1265 km                                                                                        |
| Triebwerke            | zwei luftgekühlte 7-Zylinder-Sternmotoren Armstrong Siddeley Cheetah IX mit je 305 PS (224 kW) |
| Bewaffnung            | zwei 7,62-mm-MG, Abwurfbewaffnung bis zu 167 kg                                                |